# Federazione Internazionale Sport Automobilistico
La Federazione Internazionale Sport Automobilistico (in francese: Fédération Internationale du Sport Automobile ), inizialmente CSI ma meglio nota come FISA, è stata la federazione internazionale degli sport motoristici per oltre settant'anni, ufficialmente dal 1922 al 1993, quando Max Mosley, diventato presidente della FIA, mette in atto la sua riforma e scioglie la FISA facendola confluire nella FIA. 

## Storia
Fu creata nel 1922 allorché la Fédération Internationale de l'Automobile (FIA) decise di delegare l'organizzazione delle corse automobilistiche alla Commissione Sportiva Internazionale (Commission sportive internationale). La CSI assunse la denominazione di FISA nel 1979.
Una ristrutturazione della FIA nel 1993 ha portato alla scomparsa della FISA, mettendo le corse automobilistiche in gestione diretta della FIA.

## Presidenti
| Presidenti                           | Periodo   |
| ------------------------------------ | --------- |
| CSI                                  |           |
| René de Knyff                        | 1922–1946 |
| Augustin Perouse                     | 1946–1961 |
| Maurice Baumgartner                  | 1961–1970 |
| Paul Alfons von Metternich-Winneburg | 1970–1976 |
| Pierre Ugeux                         | 1976–1978 |
| FISA                                 |           |
| Jean-Marie Balestre                  | 1978–1991 |
| Max Mosley                           | 1991–1993 |